# 동양 (기업)
(주)동양(영어: Tongyang Inc.)은 대한민국의 건설 건재 섬유회사다. 동양 기업집단의 주력회사였으나 2013년 9월에 극심한 자금난, 비전문 경영인의 전횡, 무리한 경영권 승계 작업 등이 원인이 되어 계열사인 동양레저, 동양인터내셔널이 법정관리를 신청하였으며, 2013년 10월 1일 동양시멘트(현 삼표시멘트), 동양네트웍스(현 동양시스템즈)가 법정관리를 신청하였다. 2016년 유진기업에 인수되었으며, 기업집단은 해체되었다.

## 역사
- 1955년 8월 25일: 회사 설립[4]
- 1956년 12월 27일: 동양제당공업(주)로부터 삼척세멘트회사 운영권 인수(일본 오노다 세멘트공장)[4]
- 1968년 5월 10일: 동양산업개발(주) 합병[4]
- 1971년 9월: 서울민사지방법원에서 회사법정관리 결정[4]
- 1971년 12월: 법정관리해제[4]
- 1976년 6월 25일: 기업공개[4]
- 1985년 7월 1일: 상호 변경 - 동양시멘트(주), 합병 - 동양종합산업(주)[4]
- 1993년 12월 30일: 동양매직(주)에 가전사업부문 포괄양도, 양도가액: 38,613백만원[4]
- 2013년 4월 1일: 패션사업 영업 일부 양도 - 양수인: 동양네트웍스(주)
- 2013년 4월 30일: 가전사업부 물적분할 - 분할 신설회사 (주)동양매직, 레미콘공장 영업 양도(대상 사업장 : 대전공장/공주공장/안성공장/청주공장/금성공장/예산공장/계룡공장/진천공장/충주공장) - 양수인: (주)삼표
- 2013년 5월 24일: 레미콘공장 자산 양도(대상 사업장: 경주공장) - 양수인: (주)영남레미콘
- 2013년 5월 31일: 레미콘공장 영업 양도(대상 사업장 : 남광주공장/광주공장/광양공장/무안공장) - 양수인 : 일성레미콘(주) 등
- 2021년 9월: 당사와 중국 합자투자자 Beijing Shuntong Ready-Mixed Concrete Co., Ltd. ("순동레미콘" 중국 정부 간 협의를 통하여 최종적으로 청산을 진행하기로 결정

## 동양그룹 역사
- 1934년: 풍국제과판매 설립
- 1956년: 동양제과공업 설립, 삼척시멘트 인수
- 1957년: 삼척시멘트에서 동양세멘트공업으로 상호변경[5]
- 1976년: 동양세멘트공업, 기업 공개
- 1984년: 일국증권 인수[6]
- 1985년: 동양세멘트공업에서 동양시멘트로, 일국증권에서 동양증권으로 상호 변경
- 1989년: 이양구 회장 타계, 현재현 제2대 회장 취임. 동양베네피트생명보험 설립
- 1993년: 동양매직 설립
- 2000년: 동양시멘트에서 동양메이저로 상호 변경
- 2001년: 동양제과를 중심으로 한 16개의 계열사가 동양그룹에서 계열분리되어 오리온그룹 출범, 동양증권과 동양현대종합금융을 합병하고 상호를 동양종합금융증권으로 변경
- 2002년: 동양메이저의 시멘트 부분을 분리하여 동양시멘트 설립, 동양파이낸셜 설립
- 2003년: 동양오리온투자신탁이 동양오리온투자신탁운용, 동양오리온투자증권으로 분할
- 2004년: 타이젬, 마이클럽 합병
- 2005년: 동양종합금융증권, 동양오리온투자증권 합병. 동양메이저, 세운레미콘 흡수 합병.
- 2006년: 타이젬에서 동양온라인으로 상호 변경
- 2007년: 동양메이저, 한일합섬 인수. 동양리조트 설립
- 2008년: 동양레저, 웨스트파인G.C 오픈. 식음전문법인 누보쉐프 출범
- 2010년: 동양시멘트, 골든오일 인수합병 통해 해외자원개발 사업 진출. 동양종합금융증권, 동양선물 합병
- 2011년: 동양메이저와 동양매직 합병, (주)동양으로 재출범
- 2012년: 동양시스템즈와 미러스 합병, (주)동양네트웍스로 재출범
- 2013년
  - 5월 2일: 주식회사 동양매직 분리설립.
  - 9월 30일: (주)동양, 동양레저, 동양인터내셔널 법정관리 신청
  - 10월 1일: 동양시멘트, 동양네트웍스 법정관리 신청
  - 12월 6일: 동양생명, 동양그룹에서 분리
- 2014년
  - 3월 24일: 동양네트웍스, 동양생명과학, 동양그룹에서 분리
  - 6월 12일: 동양증권, 타이완 유안타금융그룹에 매각. 동양그룹에서 분리
  - 11월: 동양파워, 포스코에너지에 매각. 동양그룹에서 분리
- 2015년 9월: 동양시멘트, 매각. 동양그룹에서 분리
- 2018년 1월 2일: 주식회사 한일합섬 분리설립.
- 2019년 8월 31일: 티와이강원 흡수합병
- 2021년 10월 26일: Beijing Shuntong Ready-Mixed Concrete Co., Ltd. ("순동레미콘") 중화인민공화국 북경시 제1중급인민법원으로부터 청산신청
- 2022년 4월 30일 (주)한성레미콘을 흡수합병

## 그룹해체 전 사업영역
- 제조
  - (주)동양
  - 동양/건재부문
  - 동양/건설부문
  - 동양/한일합섬
  - 동양/플랜트
  - 동양에너지
  - 한성레미콘

## 동양증권/그룹 사태
2013년 9월 극심한 자금난으로 계열사 (주)동양, 동양레저, 동양인터내셔널의 3개 회사에 대해서 법정관리를 신청하였다.
2013년 10월 1일 동양시멘트와 동양네트웍스에 대해 관할지방법원에 법정관리를 신청하였다. 유동성 위기가 불거진 2013년 9월 동안 회사채나 기업어음 발행을 통하여 5천억 원이 넘는 시장성 차입금을 융통하였다. 이에 따라 동양그룹의 CP 및 회사채에 투자한 투자자 4만 1398명이 피해를 입었고, 피해액은 1조 7,000억 원에 달했다. 사건 이후 동양증권은 직원 약 600명에 대한 희망퇴직을 실시하고, 전직원에 대한 급여삭감을 단행하며 구조조정에 나섰다.
2014년 7월 31일에 금융감독원은 분쟁조정위원회를 열어 동양증권의 '불완전판매'로 손실을 본 투자자에 대한 배상비율을 15∼50% 수준으로 결정했다. 총 손해배상액은 625억원, 평균배상비율은 22.9% 수준으로 정해졌다. 하지만 일부 피해자가 금감원의 분쟁 조정 결과에 반발하고, 개인 및 집단 소송을 진행했다. 한편, 7월에 대만의 유안타 그룹이 동양 증권을 인수하면서 2014년 10월 1일부터 동양증권에서 유안타증권으로 사명을 변경했다.

## 본점 및 지점 현황
- 본점: 서울특별시 영등포구 국제금융로2길 24 (여의도동)
- 건설부문본부: 서울특별시 영등포구 국제금융로2길 24 (여의도동)
- 건재부문본부: 서울특별시 영등포구 국제금융로2길 24 (여의도동)
- 건재부문 인천공장: 인천광역시 서구 중봉대로386번길 19 (원창동)
- 건재부문 강릉공장: 강원특별자치도 강릉시 연곡면 진고개로 2411-29
- 건재부문 원주공장: 강원특별자치도 원주시 흥업면 사제로 281
- 건재부문 삼척공장: 강원특별자치도 삼척시 삼척항길 13 (정상동)
- 건재부문 부산공장: 부산광역시 서구 원양로 268 (암남동)
- 건재부문 창원공장: 경상남도 창원시 성산구 적현로279번길 6 (신촌동)
- 플랜트부문 예산컴플렉스: 충청남도 예산군 고덕면 호음덕령길 60

## 참조
1. ↑  대표이사(대표집행임원) 변경(안내공시) (보고서). 금융감독원. 2017년 12월 29일.
2. 1 2  동양그룹 결국 해체 수순 《매일경제》, 2013년 9월 30일
3. 1 2  동양그룹 5개 계열사, 법정 관리 신청 영향은? 《한국경제》, 2013년 10월 2일
4. 1 2 3 4 5 6 7 8  사업보고서 (1998.12) (보고서). 금융감독원. 1999년 3월 31일.
5. ↑  오리온 분리 후 시멘트·금융이 두 축, 금융위기·건설경기 악화로 '내리막' 《한국경제》, 2013년 9월 30일
6. ↑  57년 시멘트로 기업 일궈..금융그룹 꿈꾸다 좌초 《파이낸셜뉴스》, 2013년 9월 30일
7. ↑  동양그룹, '막판' 발행 시장성 차입금 5천억 넘어 《연합뉴스》, 2013년 10월 4일
8. ↑  장원석 (2014년 10월 3일). “동양사태 1년, 사건은 일단락…'유안타증권'으로 새출발”. 《미디어펜》. 2015년 12월 22일에 원본 문서에서 보존된 문서. 2015년 12월 11일에 확인함.

## 같이 보기
- 오리온그룹
- 오리온 (기업)
- 유안타증권